# 桑兰
桑兰（1981年6月11日—），中国浙江省宁波人。中国体操运动员。

## 生平

### 运动员生涯
1988年，桑蘭在浙江省體操比賽中初露鋒芒被省體操、技巧和跳水三個隊的主教練同時看中，最後桑蘭被挑選為體操運動員，並得到名教練湯晶言等訓練。1993年，桑兰进入国家女子体操队，曾获全国体操锦标赛跳马金牌（1997年）。
1998年7月21日，桑兰在纽约第四届友好运动会上进行赛前训练时发生严重事故，造成颈椎骨折，胸部以下高位截瘫，成为各方关注的焦点。据桑兰的说法，罗马尼亚教练贝鲁拿走原先的垫子，这种干扰可能直接导致桑兰空中的姿态犹豫，最后导致重伤事故。由于中国参赛的原因是宣传自己形象，成绩反倒是次要的，和美国赛委会打官司会“影响两个国家的体育外交大计”，所以事件被低调處理。

### 后续
2002年9月，桑兰被人民大学新闻与传播学院新闻系破格免试录取，就读广播电视专业，随后成为2008年北京申奥大使之一，又於2008年北京奧運官方網站擔當特約記者。
2014年4月14日，桑兰的家属通过微博宣布桑兰产下一子，母子平安。

## 争议

### 国家队
2010年，桑兰曾连发5篇微博暗示对国家体操队的不满。事件起因可以追溯到桑兰受伤以后十余年间国家体操队对其的不闻不问。桑兰在微博中提到，“今天全国青联11届委员会将推荐表递到体育总局，要求单位盖章，机关党委打到体操中心，得到的回复是‘桑兰和我们没关系’。”

### 起訴風波
2011年，桑兰透過律師在紐約向當年美國友好運動會主辦方的時代華納公司、運動會組織者美國體操協會、未履行保險合約的保險公司，以及桑蘭受傷後在美國的監護人劉國生、謝曉虹夫婦等，追討超過21億元美金的賠償。2011年8月31日，桑蘭被代表律師海明向美國法院起訴，海明表示會以拖欠律師費及誹謗等罪名對桑蘭作出起訴，並表示希望桑蘭可以解僱他。另外，桑蘭的房東亦控告她拖欠房租的罪名。
2012年9月20日，桑兰在美国纽约联邦法院起诉海明诽谤。2014年10月13日，桑兰撤销对刘国生、谢晓虹的诉讼，此前桑兰的其他诉讼都已经陆续被撤销或者不被受理。至此全部诉讼终结，桑兰无一斩获。刘国生、谢晓虹夫妇斥其为忘恩负义之人，已没有爱。

### 摔伤事件
2015年的2月10日，桑兰摔伤事件有了新的进展。桑兰摔伤真相比较权威的物证是由当时在场的Jack Carter教练所拍摄的桑兰受伤的过程录像，但由于他不想让这盘录像带伤害到桑兰和美国的体操运动，Carter教练拒绝将这份录像带交给任何人。幸运的是William.A.Sands教授从Carter教练手中获得了这份录像。Sands教授表示他需要这盘磁带来研究桑兰受伤的深层次原因，以避免未来其他的运动员重蹈覆辙。2002年，Sands教授将他对桑兰受伤原因的研究结果带到“体育生物力学国际学会大会”上发表。2015年的2月10日，他将这一研究结果直接放在了自己的网页上，其中包含桑兰受伤录像带的9帧截图。经过缜密分析，Sands教授得出结论：桑兰的摔伤是一次意外事故。这一结论跟美国体操协会的结论（翻腾过了头儿）、贝鲁的结论（用力过了头儿）、Carter教练在17年前的观点（跑过了头儿）是基本一致的。至于贝鲁教练是否撤掉了垫子，Sands教授给出的这9帧截图，无意中已经足够洗脱桑兰在第5版起诉书中对贝鲁的指控。经《中国体操协会》有关负责人指认，图片中面向镜头的几位男士，其中最高的，即站在跳板附近、穿白色上衣带有深色肩条的那位，就是罗马尼亚教练贝鲁。桑兰指控贝鲁在她距离跳马还有几米远的时候在落地区里撤垫子。在她摔下来的时候，贝鲁还是在落地区里撤垫子。而9帧截图显示，从桑兰踩上踏板的一刻到她摔在垫子上这段时间里，贝鲁并不是在落地区，更没有撤垫子。当时贝鲁正站在助跑区的踏板旁边观看桑兰的试跳，不存在“撤垫子”这回事。因此，桑兰多年来很可能一直在自己摔伤的原因问题上撒谎。有网友表示，桑兰摔伤致残很可惜，但再怎么也不能诬陷无辜者。还有网友调侃，桑兰摔伤事件是扶人被讹案的鼻祖。
2015年11月27日，桑兰对新华社调查其1998年的摔伤事件作出回应：泼脏水也不应该忘记职业精神。她指责新华社记者“仅仅凭借几张截图就下结论”的做法不妥，并敦促采访当时在场者。同日，桑兰的老公兼经纪人黄健接受媒体采访并表示：“说桑兰撒谎，要拿出过硬的证据。报道里的内容并不能证明桑兰撒谎。”黄健认为，由于镜头一直追着桑兰在走，所以视频并没有拍到贝鲁的所有动作，只拍到镜头拉到跳马附近的画面。在此之前有1.25秒到1.5秒的时间没有拍到贝鲁，他完全可以在这段时间里把垫子撤完，然后走到视频截图中的那个位置上去。目前谁也没有看到这个完整的视频，因此，这些截图不能得出“没有人撤垫子”的结论。针对Sands教授的研究结果，黄健认为这位专家只说了结果而没有分析原因（wiki编者注：黄健认为贝鲁的行为干扰了桑兰，进而导致她在踏跳过程中动作错误，最终酿成悲剧；即：桑兰确实是直接伤于动作错误，但根源是贝鲁教练的干扰）。黄健给出的理由是，桑兰作为一个具有国际大赛经验的专业跳马运动员，她的心理素质、专业素养相当好，对板和马的距离都是有感觉的，步伐不会轻易出错。事发当时桑兰步点发生错误，只有一种可能：她受到了干扰。此外，黄健还对媒体表示，中央电视台当年曾派出记者前往报道，该记者对黄健透露现场确实存在干扰，但由于并非正式比赛，央视的机器没有开机，没有录下来（画面）。黄健用推测的方式在一定程度上反驳了新华社的报道，指出新华社缺少过硬证据，但他也并没有给出过硬的证据来证明撒谎者是新华社。
至此，由于缺少最关键的证据，桑兰摔伤事件的原因目前尚无定论。